# Galibrotus
Galibrotus is een geslacht van hooiwagens uit de familie Biantidae.
De wetenschappelijke naam Galibrotus is voor het eerst geldig gepubliceerd door Silhavý in 1973. 

## Soorten
Galibrotus omvat de volgende 3 soorten:
- Galibrotus carlotanus
- Galibrotus matiasis
- Galibrotus riedeli